# François Bernheim
Pour les articles homonymes, voir Bernheim.
François Bernheim, né le 2 février 1947 à Chatou, est un compositeur, producteur de musique et chanteur français.
Il a utilisé pour signer certaines de ses compositions les pseudonymes Gilles Péram et John Haswell.

## Biographie

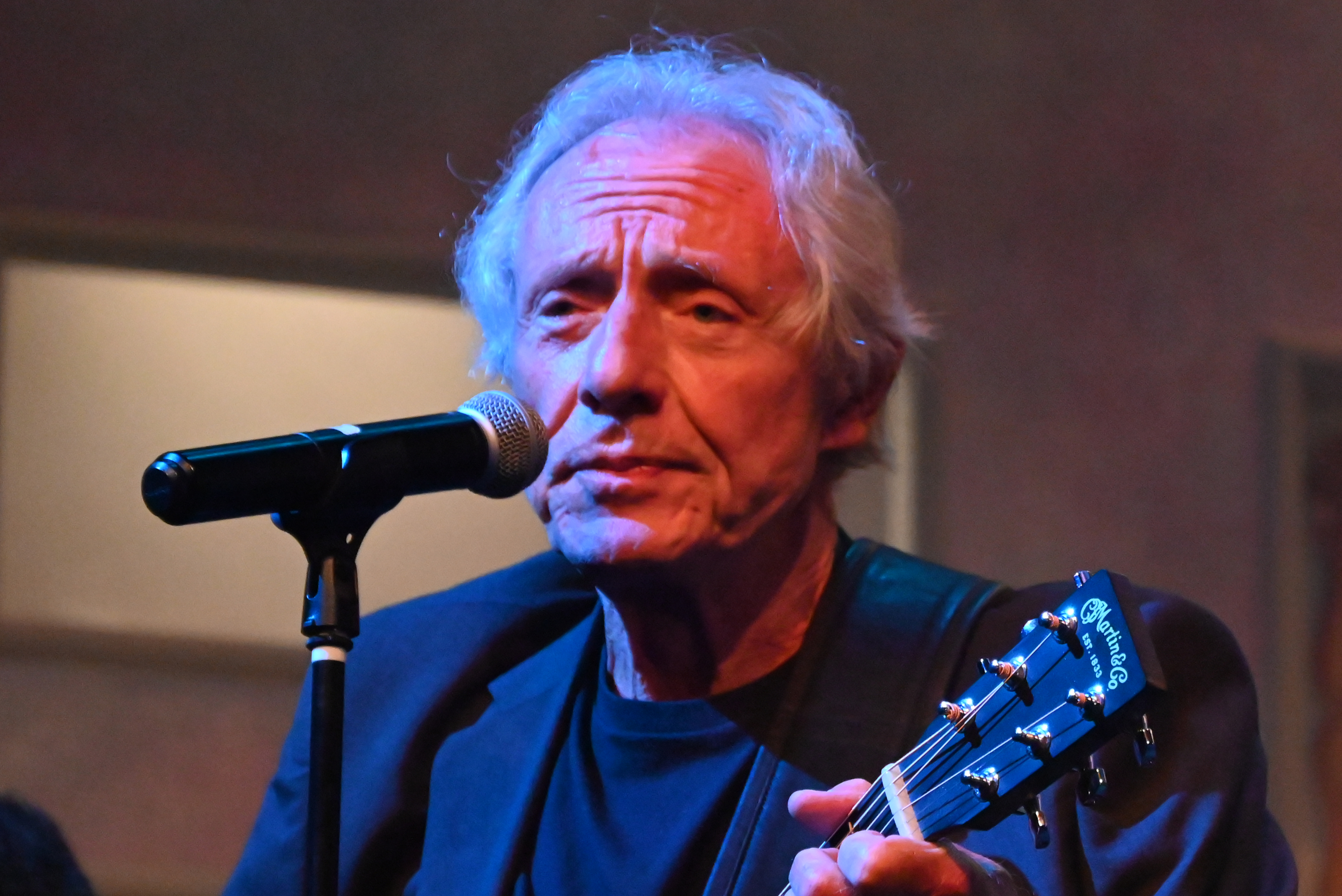
François Bernheim sur scène le 3 juin 2024.

François Bernheim, ex-soliste de la Manécanterie des Petits Chanteurs à la croix de bois, devient, à la fin des années 1960, auteur-compositeur et chanteur, au sein du trio Les Roche Martin, avec les sœurs Violaine et Véronique Sanson. Devenu directeur artistique chez Barclay, il écrit des titres pour Brigitte Bardot et s'occupe de la chorale pop Les Poppys. 
Il collabore ensuite avec un certain nombre d'artistes comme Renaud - en produisant ses deux premiers albums Gérard Lenorman, Marie Laforêt, Dani - et écrit des titres pour Gérard Depardieu, Philippe de Dieuleveult, Serge Reggiani, Esther Galil ou Noëlle Cordier, utilisant souvent le pseudonyme Gilles Péram,,
Il mène parallèlement sa propre carrière de chanteur, publiant six albums entre 1974 et 1985 et une vingtaine de 45 tours. 
À la fin des années 1980 il compose la musique de plusieurs titres pour Patricia Kaas (Mon mec à moi, D'Allemagne, Les Hommes qui passent, Entrer dans la lumière...). Au début des années 1990, il est chanté également par Ginette Reno, Nicoletta, Julie Pietri et Jeff Bodart.  
En 1995, il compose la musique de Il me donne rendez-vous pour Nathalie Santamaria qui représente la France à l'Eurovision cette année-là. 
La même année, il revient en tant que chanteur avec l'album Merde, je l'aime. 
Il écrit et compose également pour la publicité, la télévision et le cinéma. Sa chanson de 1976 Le Refuge est adaptée puis chantée en italien par Richard Cocciante sous le titre Il mio rifugio, pour accompagner en 1987 le film Tandem de Patrice Leconte,.
Dans les années 1990-2000, il repère Mélissa Mars (qui fera partie plus tard de la troupe de Mozart, l'opéra rock) et collabore avec Quentin Mosimann. En 2007, il compose la musique de la chanson Anais Nin, interprétée par Renaud et Romane Serda.

## Distinctions
- Grand Prix de l'Unac, 1988[1]
- Grand Prix de la Chanson française, 1993

## Ouvrage
Eddie Barclay et moi, Le Cherche Midi (2025)